# 星野源のオールナイトニッポン
『星野源のオールナイトニッポン』（ほしのげんのオールナイトニッポン）は、ニッポン放送をキーステーションに全国36局ネットで放送されているラジオ番組。2016年3月29日（28日深夜）放送開始。
シンガーソングライターや俳優、文筆家などマルチな活動を行う星野源がパーソナリティを務める。

## 概要・沿革
2008年8月から11月まで『オールナイトニッポン クリエイターズナイト』の週替わりパーソナリティに起用された後、2015年6月に『オールナイトニッポンGOLD』枠内、同年12月に『オールナイトニッポン』金曜日担当の山下健二郎の代行としてそれぞれ単発特番を放送。
特に、2015年12月の放送にはメールサーバーがパンクする「異例の大反響」があったことから、レギュラーパーソナリティとして起用された。
レギュラー化について星野は「音楽をはじめ自分の大好きなものが詰まったラジオにしていきたいです。夜型人間なので一番元気な時間帯の星野源がお届けできると思います（笑）。リスナーと一緒に、新しいオールナイトニッポンを作れるように頑張ります!」と決意を述べている。
2016年12月にビデオリサーチ社が行った首都圏ラジオ聴取率調査（2016年12月12日放送分）で、裏番組であるTBSラジオ『伊集院光 深夜の馬鹿力』を抜き去って同時間帯聴取率トップを獲得した。
2017年3月7日（6日深夜）の放送分で、2017年4月5日（4日深夜）からこの番組の放送枠を火曜日深夜（水曜日）に移すことが正式に発表された。
2019年5月29日（28日深夜）の放送で番組公式Instagramを開設したことを発表。
2020年12月16日（15日深夜）の放送から2023年5月30日（31日深夜）までは番組スタッフによるビフォートークを生放送回限定で24時45分頃から番組公式YouTubeチャンネル及び番組公式Instagramで、2023年6月6日（7日深夜）から2024年4月2日（3日深夜）まではスタッフ反省会（#21からは『ほめほめ反省会』に改題）と題したアフタートークを放送後に公式YouTubeチャンネルにて配信していた。
2021年7月8日（9日深夜）の放送から2022年8月31日（30日深夜）の放送分までは3〜5分にまとめられたダイジェストを番組公式YouTubeチャンネルで公開していたが、2022年9月7日（6日深夜）放送回からは他のANNシリーズの番組と同様にSpotify独占コンテンツとしてCMや曲をカットした再編集版をポッドキャスト配信する形に変更された。星野の意向で曲フリは残されている。11月28日（29日深夜）放送回からSpotifyでの配信がスタートした2022年9月7日放送分から最新回までのOA曲をまとめたプレイリストが開設された。
2021年9月4日には、番組初のオンラインイベント「星野源のオールナイトニッポン リスナー大感謝パーティー」が行われた。

## 放送時間
- 毎週火曜日（月曜深夜）1:00 - 3:00（2016年3月29日 - 2017年3月28日）
- 毎週水曜日（火曜深夜）1:00 - 3:00（2017年4月5日 - ）

## パーソナリティ
- 星野源

## 放送休止事例

### 代理番組
| 放送日   | 番組                                             | パーソナリティ              | 備考 |
| -------- | ------------------------------------------------ | --------------------------- | ---- |
| 3月13日  | YUKIのオールナイトニッポン                       | YUKI                        |      |
| 7月25日  | KICK THE CAN CREWのオールナイトニッポン          | KICK THE CAN CREW           |      |
| 11月14日 | 細野晴臣のオールナイトニッポン                   | 細野晴臣                    |      |
| 11月21日 | ココリコ・田中直樹と藤井隆のオールナイトニッポン | 田中直樹（ココリコ） 藤井隆 |      |
| 11月28日 | バカリズムのオールナイトニッポン                 | バカリズム                  |      |
| 12月19日 | back numberのオールナイトニッポン                | back number                 |      |

| 放送日   | 番組                                         | パーソナリティ             | 備考                                 |
| -------- | -------------------------------------------- | -------------------------- | ------------------------------------ |
| 5月29日  | 堀内健と出川哲朗のオールナイトニッポン       | 堀内健 出川哲朗            |                                      |
| 6月19日  | WANIMAのオールナイトニッポン                 | WANIMA                     |                                      |
| 8月28日  | さまぁ〜ず三村マサカズのオールナイトニッポン | 三村マサカズ（さまぁ〜ず） | 「お笑いラジオスターウィーク」の一環 |
| 11月27日 | 超特急のオールナイトニッポン                 | 超特急                     |                                      |

| 放送日   | 番組                                                                              | パーソナリティ                   | 備考 |
| -------- | --------------------------------------------------------------------------------- | -------------------------------- | --- |
| 1月1日   | 土屋太鳳のオールナイトニッポン                                                    | 土屋太鳳                         | |
| 2月26日  | 花澤香菜のオールナイトニッポン                                                    | 花澤香菜                         | ゲスト：大本彩乃（Perfume） |
| 4月9日   | 銀シャリのオールナイトニッポン                                                    | 銀シャリ                         | |
| 5月7日   | 内村光良のオールナイトニッポン                                                    | 内村光良（ウッチャンナンチャン） | |
| 6月18日  | 宇垣美里のオールナイトニッポン                                                    | 宇垣美里                         | |
| 7月30日  | 長濱ねるのオールナイトニッポン                                                    | 長濱ねる                         | 当日に行われた欅坂46からの卒業イベント後の放送であったため、グループの所属ではなくなった。また、この日をもって一旦芸能界から退いたため、一般人として出演。 |
| 9月24日  | THE ORAL CIGARETTESのオールナイトニッポン                                         | THE ORAL CIGARETTES              | |
| 11月26日 | 麒麟のオールナイトニッポン                                                        | 麒麟                             | |
| 12月24日 | Kis-My-Ft2のオールナイトニッポン ラジオ・チャリティー・ミュージックソンスペシャル | Kis-My-Ft2                       | |
| 12月31日 | 三四郎のオールナイトニッポン 年越し初笑いSP 2019→2020                             | 三四郎                           | |

| 放送日   | 番組                                     | パーソナリティ           | 備考                                                       |
| -------- | ---------------------------------------- | ------------------------ | ---------------------------------------------------------- |
| 1月14日  | 山田涼介のオールナイトニッポン           | 山田涼介（Hey!Say!JUMP） | ゲスト：芳根京子 蓮佛美沙子 濱田龍臣 平川雄一郎            |
| 3月17日  | MAN WITH A MISSIONのオールナイトニッポン | MAN WITH A MISSION       | ゲスト：水田わさび                                         |
| 6月30日  | 関ジャニ∞のオールナイトニッポン          | 関ジャニ∞                | 大倉忠義は平熱より体温が高かったため、体調を考慮して欠席。 |
| 9月22日  | くりぃむしちゅーのオールナイトニッポン   | くりぃむしちゅー         | 「お笑いラジオスターウィーク」の一環                       |
| 10月27日 | DISH//のオールナイトニッポン             | DISH//                   |                                                            |

| 放送日   | 番組                                           | パーソナリティ           | 備考 |
| -------- | ---------------------------------------------- | ------------------------ | ---- |
| 1月5日   | 成田凌のオールナイトニッポン                   | 成田凌                   |      |
| 1月12日  | ずっと真夜中でいいのに。のオールナイトニッポン | ずっと真夜中でいいのに。 |      |
| 8月3日   | Kis-My-Ft2のオールナイトニッポン               | Kis-My-Ft2               |      |
| 12月21日 | 漫才サミットのオールナイトニッポン             | 漫才サミット             |      |

| 放送日  | 番組                                   | パーソナリティ                                                | 備考                                 |
| ------- | -------------------------------------- | ------------------------------------------------------------- | ------------------------------------ |
| 1月4日  | ハロヲタのオールナイトニッポン         | 岩尾望（フットボールアワー） 市川紗椰 ぱいぱいでか美 堂島孝平 |                                      |
| 1月11日 | 山田裕貴のオールナイトニッポン         | 山田裕貴                                                      |                                      |
| 5月31日 | 岡野昭仁と井口理のオールナイトニッポン | 岡野昭仁（ポルノグラフィティ） 井口理（King Gnu）             |                                      |
| 8月9日  | 極楽とんぼのオールナイトニッポン       | 極楽とんぼ                                                    | 「お笑いラジオスターウィーク」の一環 |

| 放送日   | 番組                                   | パーソナリティ         | 備考                                 |
| -------- | -------------------------------------- | ---------------------- | ------------------------------------ |
| 1月10日  | 堀内健と出川哲朗のオールナイトニッポン | 堀内健 出川哲朗        |                                      |
| 9月5日   | ヴァンビのオールナイトニッポン         | ヴァンビ（ヴァンゆん） |                                      |
| 9月12日  | バイきんぐのオールナイトニッポン       | バイきんぐ             | 「お笑いラジオスターウィーク」の一環 |
| 11月28日 | 横山健のオールナイトニッポン           | 横山健                 |                                      |

| 放送日   | 番組                                                                     | パーソナリティ                              | 備考   |
| -------- | ------------------------------------------------------------------------ | ------------------------------------------- | ------ |
| 1月9日   | Awichのオールナイトニッポン                                              | Awich、NENE（ゆるふわギャング）、LANA、MaRI | [ 15 ] |
| 12月24日 | 出川哲朗のオールナイトニッポン～ラジオ・チャリティ・ミュージックソンSP～ | 出川哲朗 堀内健                             |        |

| 放送日  | 番組                                      | パーソナリティ | 備考   |
| ------- | ----------------------------------------- | -------------- | ------ |
| 1月7日  | バッテリィズのオールナイトニッポン        | バッテリィズ   | [ 16 ] |
| 1月14日 | .ENDRECHERI./堂本剛のオールナイトニッポン | 堂本剛         | [ 17 ] |
| 4月9日  | Creepy Nutsのオールナイトニッポン         | Creepy Nuts    | [ 18 ] |
| 7月15日 | 出川哲朗のオールナイトニッポン            | 出川哲朗       |        |

### ピンチヒッター
| 放送日  | 番組                          | パーソナリティ | 備考                                           |
| ------- | ----------------------------- | -------------- | ---------------------------------------------- |
| 9月19日 | Perfumeのオールナイトニッポン | Perfume        | 放送当日、星野が体調不良になったため急遽決定。 |

| 放送日 | 番組                                  | パーソナリティ     | 備考                                     |
| ------ | ------------------------------------- | ------------------ | ---------------------------------------- |
| 8月2日 | 銀シャリ 橋本直のオールナイトニッポン | 橋本直（銀シャリ） | 星野の新型コロナウイルス感染による代理。 |

| 放送日  | 番組                         | パーソナリティ | 備考                       |
| ------- | ---------------------------- | -------------- | -------------------------- |
| 11月1日 | SKY-HIのオールナイトニッポン | SKY-HI         | 星野の体調不良に伴う代理。 |

| 放送日  | 番組                             | パーソナリティ | 備考                         |
| ------- | -------------------------------- | -------------- | ---------------------------- |
| 3月26日 | 令和ロマンのオールナイトニッポン | 令和ロマン     | 星野の体調不良にに伴う代理。 |

| 放送日  | 番組                           | パーソナリティ | 備考 |
| ------- | ------------------------------ | -------------- | --- |
| 3月11日 | 星野源のオールナイトニッポン   | 十九人         | 星野の体調不良による休演のため、この日ゲストとして出演予定だった十九人と前後番組パーソナリティの高橋文哉、あのが代演。 |
| 8月5日  | 銀シャリのオールナイトニッポン | 銀シャリ       | 星野の体調不良に伴う代理。                                                                                             |

## コーナー

### 投稿コーナー
『ジングルのコーナー』 ：2016年3月29日（第1回）-
番組で使用するジングルを募集するコーナー。初回放送では、凡例として番組構成作家の寺坂直毅が制作したジングルが披露された。
内容は「約30秒以内に収める」以外には特に指定はなく、最後に『星野源のオールナイトニッポン!』（ゲスト回ではゲストの名前も入る）を入れればよい。 幅広く寄せられたものを紹介し、その中から選ばれた2つのジングルを、番組エンディングの提供クレジットの前で改めて紹介する。
コーナーの前半ではリスナーが作成した楽曲を中心とした「音楽系ジングル」、後半は日常の呟きがメインの「その他ジングル」が紹介される。なお、著作権の問題もあるため、「音楽系ジングル」として投稿されたものはSpotifyでのアーカイブでは配信されない。
コーナーのタイトルは毎週変わっていた。当初はスタッフが考案したものを、リスナーから募ったタイトルを採用し、毎回タイトルコールをしては、星野がそのタイトルに関したモノマネをさせられ、怒って｢不採用です｣ということが恒例になっていたが、現在は単なる「ジングルのコーナー」となっている。
シンガーソングライターのMHRJや作曲家のMURASAKIは本コーナーの常連投稿者だった。
『夜の国性調査』 ：2016年4月26日（第5回） -
リスナーの性体験を紹介するコーナー。
元々は第2回のメールテーマであった。コーナーとして正式にスタートしてからは、星野の思いつきにより、ハガキ投稿のみを受け付けている。
直接的な性表現を避け、その時々のシーズンものに合わせた文学的かつ、難解な比喩表現を使いつつ体験を絡めた内容のハガキが多いのが特徴。

### 投稿以外のコーナー
『弾き語り』 ：2016年3月29日（第1回）-
星野が自身の楽曲を一曲生演奏。ゲストと共に歌う時もある。
『Yellow Music』：2016年5月9日（第7回）-
アルバム『YELLOW DANCER』制作時に星野が提唱した音楽ジャンル「Yellow Music」に沿う楽曲を星野自ら選曲し、解説する。
当番組のレギュラー化以前にJ-WAVE他で放送されていた『星野源のRADIPEDIA』では毎回、星野自ら選曲した1曲の歌詞と世界観を詳しく掘り下げる、当コーナーと類似した「今週のリリシスト」があった。
『オープニングの叫び』：2016年5月30日（第9回）-
1時の時報直後、星野や短く何かをしゃべったり（寺坂直毅との会話形式や、唐突に始まる場合もある。）、一言を叫ぶ怒鳴りを発し、その後タイトルコールを行い、その直後「BITTERSWEET SAMBA」が流れる。
2020年3月31日より、タイトルコールまでの時間は下記の『野上クイズ』に充てている。
『野上クイズ』：2020年3月31日（第186回） -
当番組のディレクター 野上の日常で起こった出来事を問題にする。番組放送中に回答した正解者の中から抽選で星野が持っていたCDを野上のサイン入りでプレゼントする。2020年8月4日（第203回）以降は、プレゼントが野上のブロマイドとなった。解答時間は2時30分まで（約90分間）。
当初は収録回限定とされていたが、生放送でも実施される場合がある。
『「うちで踊ろう」OAコーナー』：2020年5月5日（第191回）-
学校の合唱、合奏、軽音楽部などの「うちで踊ろう」を紹介するコーナー。紹介後は、星野から「（ゴールド）金賞！」と叫ぶ。

### 箱番組
2019年6月4日（第151回）放送内での星野の発言から突発的に始動した、番組スタッフによる箱番組。番組スタッフがパーソナリティを務める関係上、ディレクターや作家も通常とは異なる役割を務め、ノベルティも独自のものが用意している。
本来の箱番組とは「週1回、同一曜日の同時間に、同一タイトルで放送されるレギュラー番組」であるが、当番組では寺坂が休演の際に対抗心を募らせた宮森が自身の箱番組を作ったことを機に、以下の番組スタッフによる箱番組を、週替わりで星野とともに進行する。
2023年から『寺坂直毅のデパートに愛を誓って！』『Iwata English』『ニセ明のオールナイトニッポン』をローテーションして2時台後半に放送。その後、2024年4月9日放送回（第376回）からは『ニセ明のオールナイトニッポン』に一本化された。
本節では、番組スタッフによる箱番組以前に放送した『雅マモルの恋はホップステップジャンプ！！』についても記載する。
☆は2022年4月20日（第284回）のスペシャルウィーク企画「箱番組総選挙2022」でエントリーされた番組。

#### 現在放送されている箱番組
※2024年4月現在
- 『ニセ明のオールナイトニッポン』：2023年6月27日（第342回） -

星野の「友人」であるニセ明がリスナーの人生相談に答える。2022年2月22日（第276回）から2023年5月30日（第338回）まではビフォートークとして番組公式YouTubeで配信されていたが、本放送に昇格。2024年10月22日にはニセ明が"星野の代役"を務める形で冠番組として放送された。

#### 過去に放送した、スタッフによる箱番組
- 構成作家 寺坂

- 『寺坂直毅の駆け込み寺（でら）っくす！』：2019年6月4日（第151回） -

当番組の構成作家 寺坂が駆け込み寺の和尚としてリスナーからの悩みや質問に答える。ノベルティは御朱印。これがきっかけとなり、スタッフによる箱番組が恒例化した。
第167回は「オールナイトニッポン ミュージックウィーク」にあたり、寺坂の好きなNHK紅白歌合戦の口上を披露した。
- 『寺坂直毅のデパートに愛を誓って！』： 2021年7月6日（第247回） - 2024年3月19日（第374回）

当番組の構成作家 寺坂が毎回1つの都道府県のデパートを5分間ほどで紹介する箱番組。ビフォートークでのインスタグラムの操作の練習として寺坂が行ったインスタライブをきっかけにスタートした。
2023年から『Iwata English』『ニセ明のオールナイトニッポン』とともにローテーションでレギュラー放送されていたが、2024年4月から『ニセ明のオールナイトニッポン』に一本化されることに伴い、終了。
- サブ構成作家 宮森

- 『宮森かわらの恋のお悩みかわら割り』：2019年8月6日（第158回） -

当番組のサブ構成作家 宮森がリスナーから届いた恋のお悩みを解決する。元々は、寺坂が休演の際に「寺坂直毅の駆け込み寺っくす！」の代わりとして放送したコーナー。ノベルティは（ほとんどが）番組スタッフに関するゴシップ情報が書かれた瓦版。
- 『宮森かわらの統計が出ています』☆：2020年4月14日（第188回）、2022年4月20日（第284回）

当番組のサブ構成作家 宮森が、リスナーが過去の恋愛から導きだした統計を紹介する。
- AD→ディレクター 野上

- 『野上大貴の生でガミガミいかせて！！』：2019年9月17日（第164回） -

当番組のAD（放送当時） 野上がリスナーから怒りを募集する。野上の両親が録音による出演をする事が多々ある。ノベルティは野上の生写真。
「箱番組総選挙2022」での放送では、野上の妻も録音出演した。
- 『生でガミガミかわら割り寺っくす』：2019年12月10日（第174回）

『寺坂直毅の駆け込み寺（でら）っくす！』『宮森かわらの恋のお悩みかわら割り』『野上大貴の生でガミガミいかせて！！』の合同箱番組。
寺坂、宮森、野上の3人が出演し、リスナーからの反省メールを紹介した。
- チーフディレクター 石井

- 『石井玄のピカピカRADIO』：2020年3月31日（第186回）、2021年9月28日（第258回）

当番組のディレクターであり、オールナイトニッポンのチーフディレクター（いずれも放送当時）でもある石井がラジオに関する疑問に答える。この箱番組のみ受け付けメールアドレスが異なり、「pika@allnightnippon.com」となっている。
番組のタイトルコールは、三四郎の相田周二が担当。
- AD→ディレクター 落合

- 『MC落合の恋におち合い♡めぐり合い』☆：2021年9月4日、2022年4月20日（第284回）

当番組のオンラインイベント「星野源のオールナイトニッポン リスナー大感謝パーティー」内で開催。当番組のAD 落合がリスナーの恋愛相談にラップで答える。当番組では「箱番組総選挙2022」でエントリー。
- ミキサー 大沢

- 『大沢和隆のションベンミュージック』☆：2022年4月20日（第284回）、2023年7月25日（第346回）

「箱番組総選挙2022」でエントリー。当番組のミキサー 大沢（放送当時）が自身の音楽のルーツを語り、楽曲を垂れ流す。
当企画で審査員を務めた山岸聖太が選ぶ「山岸聖太賞」を獲得した。
2023年7月25日（第346回）、同月いっぱいで大沢が番組を卒業することに伴い『大沢和隆のションベンミュージックFINAL』と題して放送。
- AD 岩田

- 『Iwata English』：2023年4月11日（第331回） - 2024年4月2日（第375回）

当番組のAD 岩田がリスナーの英語に関する悩みを解決する。元々は『ニセ明のオールナイトニッポン』（前述）内のコーナーで、ニセも生徒として出演する。
2023年から『寺坂直毅のデパートに愛を誓って！』『ニセ明のオールナイトニッポン』とともにローテーションでレギュラー放送されていたが、2024年4月から『ニセ明のオールナイトニッポン』に一本化されることに伴い、終了。

#### ゲストによる特別箱番組
- 『雅マモルの恋はホップステップジャンプ！！』☆：2018年6月12日（第108回）、2019年5月21日（第149回）、2020年12月8日（第219回）、2022年4月20日（第284回）、11月1日（第309回）、2023年8月29日（第351回）

永遠の16才・雅マモルによる箱番組。雅がリスナーからの質問メールに答えていく。2024年現在6回行われており、ゲストによる箱番組としては最多である。
当初は宮野真守のゲスト出演時に放送し、星野をゲストとして迎え入れて行われていたが、2022年以降は、雅単独での事前収録回も増えている。
2018年6月12日（第108回）の時、星野は、宮野とトークで「収録して編集もしたから5分で終わる」と語っていたが、5分では終わらなかった。この回の箱番組の最後には、タイトルコールを2人で行い、その音声が星野ANNの最後にも流れた。
- 『オークラの星野源にOh!クラクラ』：2020年1月28日（第178回）

星野の誕生日にゲスト出演した放送作家のオークラが、星野の音楽史や星野への愛を語った。そして、星野のソロデビュー作品「ばかのうた」の1曲目に収録している「ばらばら」を弾き語りした。
- 『山岸聖太のあわてんぼうのサンタクロース』：2021年6月29日（第246回）、2022年1月25日（第272回）

山岸聖太のゲスト出演時に放送。星野のイヤーブック『YELLOW MAGAZINE 2020-2021』に付属のCD・YELLOW DISCに収録された同名のラジオ番組が元ネタ。ゲストとしてニセ明が登場した。
- 『ポメラニアンと上柳昌彦のオールナイトニッポン』☆：2022年4月20日（第284回）

「箱番組総選挙2022」でエントリー。上柳昌彦とポメラニアンのわかば（2歳・オス）がパーソナリティを務める。
当企画のリスナー投票で1位を獲得した。

### 終了した投稿コーナー
『来週の星野さん』 ：2016年7月5日（第15回）- 2016年9月6日（第24回）
来週、星野の身にふりかかるであろう出来事を3つ予想する。このコーナーはメールに加えてはがきでも募集していた。
アニメ『サザエさん』の次回予告のパロディとなっており、BGMも『サザエさん』の次回予告で使用されている「レッツゴーサザエさん」をそのまま使用していた。
『A-1グランプリ』：2016年3月29日（第1回）-2016年内、2017年1月9日（第41回）、2022年6月14日（第291回）
想像が掻き立てられる「AEGIGOE（あえぎ声）」を募集するコーナー。単発特番の際に放送され、レギュラー化の際にも引き継がれた。音声を添付したメールでリスナーから募る。このコーナーで星野は度々「女の子の本当のあえぎ声が聞きたい」と話していたが、後の放送でその発言を真に受け、本当のあえぎ声を送ってくるリスナーが大勢いたことを明かした上で、「大喜利です」としている。
現在、番組公式サイトでの募集はされていないが、2017年1月9日（第41回）、2022年6月14日（第291回）で限定復活している。
『ラブレターのコーナー』：2016年11月7日（第32回）- 2017年3月27日（第51回）
番組放送作家の安田、寺坂へのラブレターを募集するコーナー。火曜放送になってからは実施されなくなった。
『豚野郎!』：2016年5月17日（第9回）- 2019年4月30日（第147回）
リスナーからの懺悔エピソードを紹介したあと、「この豚野郎!」と叱るコーナー。コーナーができて以降は、女性ゲストが来た際に「（この）豚野郎!」の声素材をサンプリングする。。
声素材は星野の他、東島衣里（ニッポン放送アナウンサー）、井上苑子、ベッド・イン、高森奈津美、星野の所属事務所の新人、吉田ユニ、下田麻美によるものがある。当初は女性に限っていたが、2016年10月17日放送分で下田とともに出演した安元洋貴、2017年8月1日放送分で出演した宮野真守から素材をいただいており、男声レパートリーも増えた。
「（この）豚野郎！（男性用）」以外にも、「このメス豚が！（女性用）」や「ノゥシッ！」（モンゴル語で「豚野郎」の意）や、「引いちゃう…」（宮野真守）などがある。
元々は第8回のメールテーマであり、好評を受けコーナー化。その第8回の際、フリートークで星野が自身のフェスグッズ「腕に巻きたくて…夏」の話をした後に「この話をするならJAYWALKをかけるべきだった」と発言したため、メールテーマに寄せられたエピソードを読む際に、スタッフが急遽THE JAYWALKの「何も言えなくて…夏」をBGMとし、コーナー化した以降もこの曲がBGMとなった。
新コーナー『きみが抜く物語』の開始に伴い終了。
2022年8月23日（第299回）の「ほぼ300回スペシャル」では「『お叱り』のコーナー」としてリニューアルする形で限定復活。星野がリスナーの懺悔エピソードを紹介したあと、リスナーが指定する言葉でゲストの安元、種﨑敦美、石田ゆり子が叱った。
『イントロクソやべえ!』：2017年5月2日（第56回） - 2019年10月15日（第167回）
リクエストされた4曲を歌い出しの1文字目まで流し、その中から星野の独断で1曲だけフルコーラスで流す。もともと「Yellow Music」の中で行っていたものを派生させたものである。
『夜の確定申告』：2018年3月27日（第98回）、2018年4月10日（第100回）、2018年5月1日（第103回）
チェリーやピーチのためのコーナー。リスナーが「自家発電」を申告するコーナーである。このラジオではおなじみである「確定」も、このコーナーがきっかけで出来た言葉である。現時点で行われたのは上記の3回のみ。
『きみが抜く物語（きみ抜き）』：2019年4月30日（第147回） - 2020年3月3日（第183回）
中身を見なくてもタイトルを読むだけで抜けてしまうような架空のタイトルを募集。
初回の5月1日はそれらとともにコーナー名を募集しこのタイトルに決定。5月15日（第148回）から本格始動の運びとなった。番組内で終了告知はなかったが、現在は公式サイトの現在募集中のコーナーから削除されており、募集はされていない。
『アウトロクソやべえ!』：2020年3月10日（第184回）、2020年3月31日（第186回）
リスナーから「収録放送でやってほしい事」のメールテーマで提案し、コーナー化されたが、現時点で行われたのは上記の2回のみ。
『イントロクソやべえ!』を派生させたものではあるが、フルコーラスでは流さず、アウトロ前（ほとんどが大サビ）から流す。最初に星野が選曲した楽曲を1曲流し、その後リスナーから送られてきた楽曲を流す。
『星野ブロードウェイ』： 2020年4月14日（第188回） - 2025年3月25日（第423回）
ラジオドラマコーナー。リスナーからドラマのストーリーを募集し、それを基に当番組の作家が脚本を書き下ろしたラジオドラマを、星野と番組スタッフがぶっつけ本番で演じる。
ディレクター 石井による箱番組『石井玄のピカピカRADIO』のトークから誕生。
2024年4月現在のレギュラー役者は星野と構成作家 寺坂、宮森（本名の宮森亮名義）、加藤、ディレクター 落合、AD 岩田、ミキサー 松岡（肩書は当時）の7人。番組ゲストが特別出演、または脚本を書き下ろすこともある。
コーナー開始当初の役者は星野、構成作家 寺坂、サブ構成作家 宮森（本名の宮森亮名義）、ディレクター 野上の4人。ミキサー 大沢、AD 三浦、AD 落合が参加することもある。
2025年3月25日の放送で落合が番組を卒業することに伴い終了。
『落合クイズ』：2021年12月7日（第268回） - 2025年2月11日（第417回）
当番組のAD 落合の日常で起こった出来事を問題にする収録回限定のコーナー。番組放送中に回答した正解者の中から抽選で1人に「落合ブロマイド」をプレゼントする。解答時間は2時30分まで（約90分間）。
放送内での告知はされていないが、2025年3月25日の放送で落合が番組を卒業したことに伴い終了。

## テーマ曲・BGM
2022年9月7日（第301回）からはSpotifyでの配信開始に伴い、リスナー制作の音源が中心となっている。
- オープニング
  - 地上波：Herb Alpert & The Tijuana Brass「BITTERSWEET SAMBA」
  - YouTube配信：星野源「SUN」
- 「いい話」が飛び出した時のBGM：中井貴一「君はトロピカル」、布施明「ときめき」[31]
- ファンファーレ：RN.あじのーり、RN.じょい君（第302回 - ）
- 「ねぶり棒」贈呈：RN.ステルス豆鉄砲 + RN.じょい君
  - 夏限定サンババージョン：RN.ザ・ブルジョワジーズ（第344回 - [注 5]）
  - 12月限定クリスマスバージョン：RN.森本（from ザ・ブルジョワジーズ）（第361回 - [注 6]）
- 星野ブロードウェイ
  - クロージング：RN.森本（from ザ・ブルジョワジーズ） （第304回 - 第423回）
- 夜の国性調査
  - 通常放送：ピエール・バルー＆フランシス・レイ「『男と女』メインテーマ」→RN.首都圏1bit、RN.まほ（第312回 - ）
  - 生演奏回：サンタナ「哀愁のヨーロッパ」（ギターによる生演奏）
- 豚野郎!：THE JAYWALK「何も言えなくて…夏」
- 寺坂直毅の駆け込み寺っくす
  - オープニング：寺尾聰「ルビーの指環」
  - エンディング：由紀さおり「夜明けのスキャット」
- 寺坂直毅のデパートに愛を誓って！：RN.ぼたく（第314回 - ）
- 野上大貴の生でガミガミいかせて!!：とんねるず「Ba・Ca」
- 野上クイズ：メイナード・ファーガソン「スタートレックのテーマ」（第188回 - ）
- エンディング：星野源「Friend Ship」

### CMフィラー
当番組のCMフィラーは星野自らが「夜中に聴きたいソウル」のテーマで選曲している。2020年5月19日から、一部の放送局では流れなくなった。
- マーヴィン・ゲイ & タミー・テレル「Ain't No Mountain High Enough」
- ヴルフペック「Animal Spirits」（2019年4月 - ）
- アース・ウィンド・アンド・ファイアー「After the Love Has Gone」
- ジョージ・デューク「I Love You More」
- アイズレー・ブラザーズ「Work to Do」
- マイケル・ジャクソン「Rock with You」
- マイケル・ジャクソン「IT’S THE FALLING IN LOVE」

## 出来事・ゲスト
※SW＝スペシャルウィーク（聴取率調査週間）
| 放送日   | 放送回 | ゲスト                                                                  | 出来事 |
| -------- | ------ | ----------------------------------------------------------------------- | --- |
| 4月18日  | 4 SW   | 大泉洋（TEAM NACS）                                                     | |
| 5月9日   | 7      | 川村エミコ（たんぽぽ）                                                  | |
| 6月13日  | 12 SW  | ケンドーコバヤシ                                                        | |
| 7月25日  | 18     | 高森奈津美                                                              | 星野がハマっているゲーム『アイドルマスター シンデレラガールズ スターライトステージ』の推しキャラクターである前川みく役の高森がゲスト出演。映画『ちえりとチェリー』の宣伝のため。 番組内コーナー「豚野郎！」で高森から直々に「豚野郎！」と言ってもらった星野は、とても興奮して録音するほどであった。 |
| 8月22日  | 22 SW  | ギター：長岡亮介 ドラムス：伊藤大地 ベース：伊賀航 キーボード：櫻田泰啓 | 「2時間生演奏！星野源しか出ない夏フェス in いつものラジオブース」を開催。 OP曲「BITTERSWEET SAMBA」、ED曲「Friend Ship」、番組内コーナーのBGMも全て生演奏で行われた。 |
| 8月29日  | 23     | 神木隆之介                                                              | |
| 9月19日  | -      | Perfume                                                                 | 放送当日、星野が喉の不調及び発熱のため欠席。星野の指名でPerfumeが急遽パーソナリティを務めた。 Perfumeがオールナイトニッポンのパーソナリティを務めるのは2011年以来、2度目となる。 |
| 10月17日 | 28 SW  | 安元洋貴 下田麻美                                                       | 安元が「ぶっかけ星人（ぶつ兄）」、下田が「ぬるぬる星人（ぬる姉）」に扮し「オールナイト宇宙」の世界観で放送。 冒頭と終盤はラジオドラマのような形式を採った。 |
| 12月12日 | 37 SW  | 藤井隆                                                                  | 2人でカラオケ大会を行った。 星野と藤井がTBS系ドラマ『逃げるは恥だが役に立つ』で共演していた新垣結衣がコメント出演した。 |

| 放送日              | 放送回 | ゲスト | 出来事 |
| ------------------- | ------ | --- | --- |
| 1月16日             | 42     | 細野晴臣 | |
| 2月20日             | 47 SW  | バカリズム | |
| 4月2日              | 52     | | この回より、放送枠を毎週水曜日（火曜深夜）1:00 - 3:00に移動。 |
| 4月18日             | 54 SW  | コサキン（小堺一機、関根勤）、鶴間政行、舘川範雄                                                               | 『コサキンDEワァオ!』での定番コーナーであった「意味ねぇCD大作戦」を再現。このコーナーのみ小堺が進行を務めた。 |
| 6月6日              | 61     | 長岡亮介 | |
| 6月13日             | 62 SW  | 藤井隆 友近 | カラオケ大会の第2弾。 |
| 8月1日              | 68     | 宮野真守 | |
| 8月22日             | 71 SW  | ギター：長岡亮介 ベース：伊賀航 ドラムス：伊藤大地 ピアノ、キーボード：櫻田泰啓 キーボード、フルート：石橋英子 | 「2時間生演奏！星野源 Live Tour 2017『Continues』in ラジオブース」を開催。 OP曲「BITTERSWEET SAMBA」、ED曲「Friend Ship」、番組内コーナーのBGM、さらにCM前のジングルの1つも生演奏で行われた。                       |
| 8月29日             | 72     | 高橋芳朗 | |
| 9月5日              | 73     | ベッドイン | |
| 9月19日             | 75     | 高橋芳朗 | |
| 10月17日            | 79 SW  | 生田斗真 | |
| 11月7日             | 82     | 細野晴臣 | |
| 11月14日 - 11月28日 | -      | | この期間は星野は休演だったものの、番組冒頭とエンディングで星野がコメント出演。 「ココリコ田中直樹と藤井隆のオールナイトニッポン」と「バカリズムのオールナイトニッポン」では、番組で行われているコーナーも実施した。 |
| 12月12日            | 84 SW  | 藤井隆 | カラオケ大会の第3弾。 |

| 放送日   | 放送回 | ゲスト                                   | 出来事 |
| -------- | ------ | ---------------------------------------- | --- |
| 1月30日  | 90     | バナナマン（設楽統、日村勇紀）           | 星野の誕生日スペシャル。 |
| 2月27日  | 94 SW  | ドラえもん（CV：水田わさび）             | この回で、第55回ギャラクシー賞奨励賞を受賞。                                                                                       |
| 3月6日   | 95     | グッドラックヘイワ                       | |
| 4月10日  | 100    |                                          | 放送100回目。 |
| 4月17日  | 101 SW | 三浦大知                                 | |
| 6月12日  | 108 SW | 宮野真守                                 | |
| 6月26日  | 109    | ディーン・フジオカ                       | |
| 7月17日  | 112    | 松重豊                                   | |
| 7月24日  | 113    | 細田守（映画監督） 上白石萌歌 麻生久美子 | 映画『未来のミライ』の宣伝のため。                                                                                                 |
| 7月31日  | 114 SW | サポートギター：長岡亮介                 | 「2時間生演奏！星野源弾き語りライブ in いつものラジオブース」を開催。長岡は番組後半から出演。                                      |
| 10月16日 | 124 SW | 生田斗真 ハマ・オカモト（OKAMOTO'S）     | 『第3回 何で抜いたか選手権』を開催。ハマは後番組『Creepy Nutsのオールナイトニッポン0』にゲスト出演のため、エンディングで登場した。 |
| 11月13日 | 127    | 井上苑子                                 | |
| 11月20日 | 128    | Creepy Nuts                              | 後に、同年12月19日放送の『Creepy Nutsのオールナイトニッポン0』に星野がアルバムの宣伝のために出演した。                             |
| 12月11日 | 130    | 藤井隆                                   | カラオケ大会の第4弾。 |
| 12月25日 | 132    | 尾崎由香                                 | |

| 放送日   | 放送回 | ゲスト                                      | 出来事                                                                                                 |
| -------- | ------ | ------------------------------------------- | --- |
| 1月15日  | 134    | ハマ・オカモト（OKAMOTO'S）                 | |
| 1月29日  | 136    | 日村勇紀（バナナマン） オークラ             | 星野の誕生日スペシャル。                                                                               |
| 2月5日   | 137 SW | 大泉洋（TEAM NACS）                         | |
| 3月5日   | 140    | 細野晴臣                                    | |
| 3月26日  | 143    | 大橋未歩                                    | |
| 4月2日   | 144    | Orono Noguchi（Superorganism） 小田部仁     | |
| 4月16日  | 145 SW | 菅田将暉                                    | 『第4回 何で抜いたか選手権』を開催。                                                                   |
| 5月21日  | 149    | 宮野真守                                    | |
| 6月11日  | 152 SW | 飯尾和樹（ずん） 藤井隆 宇多丸（RHYMESTER） | 宇多丸は後番組である『Creepy Nutsのオールナイトニッポン0』にゲスト出演のため、エンディングで登場した。 |
| 8月6日   | 158    | Creepy Nuts                                 | 番組途中、挨拶とアルバムの宣伝を兼ねる形で出演。                                                       |
| 8月27日  | 160 SW | 高橋一生 高畑充希                           | 星野が主演を務めた映画『引っ越し大名!』のPRとして出演。                                                |
| 10月8日  | 166 SW | 藤井隆 ハマ・オカモト（OKAMOTO'S）          | カラオケ大会の第5弾。                                                                                  |
| 10月15日 | 167    |                                             | ニッポン放送開局65周年記念『オールナイトニッポン ミュージックウィーク』の一環として放送。              |
| 10月22日 | 168    | 松尾スズキ                                  | 映画『108〜海馬五郎の復讐と冒険〜』のPRとして出演。                                                    |
| 11月12日 | 171    | 小島秀夫                                    | |
| 12月10日 | 174 SW | 松重豊                                      | |
| 12月17日 | 175    | 木梨憲武（とんねるず）                      | |

| 放送日           | 放送回    | ゲスト                                                               | 出来事 |
| ---------------- | --------- | -------------------------------------------------------------------- | --- |
| 1月28日          | 178       | 日村勇紀（バナナマン） オークラ                                      | 星野の誕生日スペシャル。 |
| 2月18日          | 181 SW    | 三浦大知                                                             | 「星野源 presents デモ-1 グランプリ feat. 三浦大知」を開催。 |
| 3月24日          | 185       | 細野晴臣                                                             | |
| 3月31日          | 186       | 佐久間宣行（※コメント出演）                                          | |
| 4月7日 - 5月26日 | 187 - 194 |                                                                      | この期間中、星野の自宅から生放送（クレジットの「東京有楽町、ニッポン放送をキーステーションに・・・」の件を「オレんちをキーステーションに」と表現。ただし過去の自宅放送例とは異なり、スタッフはニッポン放送におり緊急時に対応）。                                           |
| 6月2日           | 195       |                                                                      | この回よりニッポン放送のスタジオからの放送を再開。同時期に星野が出演するTBS系ドラマ『MIU404』の撮影が再開したため、スケジュールの調整や体調管理などを考慮し、暫くは一部放送回を除き録音放送となる（前日に収録）。                                                          |
| 6月23日          | 198       | 橋本直（銀シャリ） 佐久間宣行 若林正恭（オードリー）                 | 星野のソロデビュー10周年当日の生放送。番組としては初のYouTube Liveと同時配信。同時配信に伴う楽曲権利の関係で、オープニングは「SUN」のインスト版に、CMフィラーも星野の楽曲に、ファンファーレなども差し替えられた。銀シャリ・橋本以外はコメント出演。YouTubeアーカイブあり。 |
| 7月14日          | 200       |                                                                      | 放送200回目。 |
| 8月18日          | 205       | 飯尾和樹（ずん）                                                     | |
| 9月1日           | 207       | 米津玄師                                                             | 『MIU404』クランクアップに伴い、この回から生放送再開。 |
| 9月8日           | 208 SW    | 野木亜紀子 塚原あゆ子 新井順子 （TBS系ドラマ『MIU404』制作スタッフ） | 「MIU404スペシャル」。番組としては2回目となる、YouTube Liveと同時配信。YouTubeアーカイブあり。 |
| 10月20日         | 213 SW    | 小栗旬 生田斗真                                                      | 小栗は映画『罪の声』PRとして出演。 |
| 11月3日          | 214       | 高畑充希 三浦大知 松重豊                                             | 「おげんさんファミリーといっしょSP」。NHK総合『おげんさんといっしょ』の生放送直後、NHKから中継で放送。その後、松重とともに中継車でニッポン放送まで移動したが、その移動中の様子も放送された。                                                                               |
| 12月8日          | 219       | 宮野真守                                                             | |
| 12月15日         | 220 SW    | サポートギター:ハマ・オカモト（OKAMOTO'S） 飯尾和樹（ずん）          | 「2時間生演奏！星野源 弾き語りライブ in いつものラジオブース！」を開催。 |

| 放送日   | 放送回 | ゲスト                                        | 出来事 |
| -------- | ------ | --------------------------------------------- | --- |
| 2月2日   | 225    | バナナマン（設楽統、日村勇紀） オークラ       | 星野の誕生日スペシャルとして出演。日村は星野を驚かせるため、テレビゲーム『桃太郎電鉄』の登場キャラクターであるキングボンビーに扮して出演するも、星野が桃太郎電鉄を知らなかったため、不発に終わってしまった。 |
| 2月16日  | 227 SW | YOU                                           | 番組としては3回目となる、YouTube Liveと同時配信。 2021年1月2日に放送された『逃げるは恥だが役に立つ』のスペシャルドラマでコラボレーションした縁から、星野は「ぶたやろう」、YOUは「ぱほりん」に扮し、NHK Eテレ『ねほりんぱほりん』とコラボコーナーを行った。同番組で「ねほりん」に扮する山里亮太は裏番組である『爆笑問題カーボーイ』（TBSラジオ）に生出演していた。 YouTubeアーカイブあり。 |
| 2月23日  | 228    | ファーストサマーウイカ                        | 番組内コーナー『星野ブロードウェイ』に特別出演。同年1月19日放送分（第223回）は同コーナーに録音で出演していたが、今回は生出演。 別スタジオからの参加であったが、本人の希望でコーナー終了後そのままスタジオに登場した。 |
| 4月6日   | 234    | 根本宗子                                      | 番組内コーナー『星野ブロードウェイ』に根本がオリジナル脚本「出会うべくして」を書き下ろし、上演した。 コーナー終了後には根本がスタジオに登場し、出演者が男性のみの舞台脚本を書いたのはこの作品が初めてだと明かした。 |
| 4月13日  | 235    | YOASOBI                                       | この番組の前番組である『YOASOBIのオールナイトニッポンX』から飛び入りで出演。 |
| 4月20日  | 236 SW | 又吉直樹（ピース） 徳井義実（チュートリアル） | スペシャルウィーク企画『夜の国性調査〜春の品評会SP〜』に又吉、『オールスターちんちん隠し芸大会』に徳井が特別審査員として登場。又吉が選ぶ「直樹賞」はRNちんかんジャム、徳井が選ぶ「ちんちんかくすのがトクイ賞」はRN大入袋が受賞した。 |
| 5月18日  | 240    | 山岸聖太                                      | 番組内コーナー（箱番組）『山岸聖太のあわてんぼうのサンタクロース』のゲストとしてニセ明が登場した。 |
| 5月25日  | 241    |                                               | 星野が新垣結衣との結婚を発表して初の生放送。番組中で星野は様々な思いを語った。番組中に新垣が出演する明治「チョコレート効果」のCMが流れたことも話題になった。 |
| 6月8日   | 243    | 米津玄師                                      | 二度目の登場。互いに新曲「Pale Blue」「不思議」をリリースすることから、曲作りを初め、両曲の共通点であるラブソングに焦点を当てた音楽談義を展開した。収録放送。 |
| 6月15日  | 244 SW | 三浦大知 YOASOBI                              | 特別企画として、第2回「デモ-1グランプリ」を開催。同日には前番組である『YOASOBIのオールナイトニッポンX』に星野がゲスト出演した。 |
| 6月22日  | 245    | 川口春奈 横浜流星 塚原あゆ子 新井順子         | 星野が主題歌を担当したTBS系ドラマ『着飾る恋には理由があって』とのコラボ。主演の川口と横浜に加え、演出の塚原とプロデューサーの新井も出演。 番組内コーナー『星野ブロードウェイ』では、この4人が出演した特別版を放送した。 |
| 6月29日  | 246    | 関和亮 山岸聖太                               | 映像ディレクターとして関が担当した「恋」「アイデア」などの星野のMVにまつわる話を中心に対談。山岸は番組後半から飛び入りで登場。 番組内コーナー『星野ブロードウェイ』は山岸が脚本を提供し、関和と山岸も出演した。 |
| 8月17日  | 252    | WANIMA                                        | WANIMAが未発表の新曲「Feel」（2024年1月26日配信のアコースティックアルバム『1Time』に収録）を弾き語りで披露した。 |
| 9月7日   | 255 SW | 若林正恭（オードリー）                        | 番組後半で「Pop Virus」の弾き語りを披露。途中で若林がラップを挿入するコラボレーションとなった 。 「Pop Virus feat.MC.waka」の音源のYouTubeアーカイブあり。 |
| 9月21日  | 257    | 荻上チキ                                      | リスナーから選挙での候補者の選び方について質問があり、その話題について議論を行った。 |
| 10月5日  | 259    | YOASOBI                                       | この番組の前番組である『YOASOBIのオールナイトニッポンX』でAyaseが星野の楽曲「不思議」を検索する際に、「ほちのげん」と検索してもヒットするか、の話題を取り上げたことから、オープニングに飛び入りで出演。 |
| 10月19日 | 261 SW | 菅田将暉（※収録出演）                         | 菅田は星野が主題歌「Cube」を提供した映画『CUBE 一度入ったら、最後』で主演を務めていることから出演。スケジュールの都合により菅田は生出演はせず、前日に録音された音源を放送。 この週では、前日放送の『菅田将暉のオールナイトニッポン』に星野がゲスト出演した。 |
| 10月26日 | 262    | 荻上チキ                                      | スタジオに用意されたお菓子を食べながら、同月31日に投票が行われる『第49回衆議院議員総選挙』についての話題などを中心に対談した。 |
| 11月16日 | 265    | 細野晴臣（※収録出演）                         | 細野は生出演はせず、事前に録音された音源を放送。 |
| 11月23日 | 266    | 三浦大知 松重豊                               | 同日に生放送された『おげんさんといっしょ』放送後からそのまま生出演。三浦、松重と共に中継車でニッポン放送まで遠回りしながら移動し、3人がそれぞれの所縁のある地域について思い出を語り合った。 |
| 11月30日 | 267    | YOASOBI                                       | この番組の前番組である『YOASOBIのオールナイトニッポンX』から飛び入りで出演。 |
| 12月14日 | 269 SW | シソンヌ                                      | 2021年12月7日放送分の収録後に収録した音源を放送。星野は長谷川とじろうが芸人になるまでのルーツや好きな音楽、リスナーの質問から自らの生き方について対談した。番組内コーナー『星野ブロードウェイ』にじろうが脚本を書き下ろした。 |

| 放送日   | 放送回 | ゲスト                                  | 出来事 |
| -------- | ------ | --------------------------------------- | --- |
| 1月25日  | 272    | 山岸聖太                                | スペシャルウィーク企画「箱番組総選挙2022」を予定していたが、新型コロナウイルス感染対策のため急遽内容を変更し、リモートでの放送となった。 番組内コーナー（箱番組）『山岸聖太のあわてんぼうのサンタクロース』のゲストとしてニセ明が登場した。                                                            |
| 2月22日  | 276    | 日村勇紀（バナナマン） オークラ         | 約１ヶ月遅れとなる星野の誕生日スペシャル。日村はガムテープ巻きの姿で登場。 特別な放送時にプレゼントされる新ノベルティとして「ねぶい棒」が発表された。 |
| 3月23日  | 280    | YOASOBI ラランド                        | YOASOBIはこの番組の前番組である『YOASOBIのオールナイトニッポンX』からオープニングに飛び入り出演。ゲストであるラランドとは番組コーナーである「夜の国性調査スペシャル」を放送。 |
| 3月30日  | 281    | 高木晋哉（ジョイマン）                  | 高木は本番組のED前の提供読みを読む企画で番組後半から出演した。 |
| 4月6日   | 282    | 長屋晴子(緑黄色社会) ぺこぱ             | 2022年度最初の放送で、長屋は前番組である『緑黄色社会・長屋晴子のオールナイトニッポンX』からオープニングに、ぺこぱは後番組である『ぺこぱのオールナイトニッポン0』からエンディングに飛び入り出演した。                                                                                                   |
| 4月13日  | 283    | 上柳昌彦                                | 一度中止となるも、翌週のスペシャルウィークに改めて開催される事になった「箱番組総選挙2022」の新たな箱番組として発足された「ポメラニアンと上柳昌彦のオールナイトニッポン」の知らせを聞きつけ、番組放送途中に乱入した。                                                                                   |
| 4月20日  | 284 SW | 山岸聖太 上柳昌彦                       | 1月に開催予定だった「箱番組総選挙2022」を改めて開催。山岸は箱番組の審査員として出演、上柳は自身の箱番組がリスナー投票で1位になったことを受けてED中に乱入した。 |
| 5月11日  | 287    | 江口拓也 種﨑敦美 早見沙織（※収録出演） | 江口、種﨑、早見は星野がEDテーマとして「喜劇」を提供したテレビアニメ『SPY×FAMILY』の主要キャラクター「フォージャー家」の声優を務めていることから出演。 スケジュールの都合上、ゲストパートのみ事前に収録した音源を放送した。                                                                            |
| 5月18日  | 288    | 中村雅史                                | 中村は金曜JUNK『バナナマンのバナナムーンGOLD』（TBSラジオ）のAD。同番組内のあだ名は「ドロボー」。同年5月13日の『バナナマンのバナナムーンGOLD』に星野が出演した際に話題となった事からゲスト出演。「バナナムーンGOLD」でも発表したドロボーの事について歌唱した『日村さん50歳誕生日の歌』をオンエアした。 |
| 6月15日  | 291 SW |                                         | スペシャルウィーク企画「帰ってきた A-1グランプリ」を開催。 |
| 7月27日  | 297    | 釘宮理恵 下野紘 杉田智和（※収録出演）   | 釘宮、下野、杉田は星野が主題歌として「異世界混合大舞踏会 (feat.おばけ)」を提供した映画『ゴーストブック おばけずかん』に登場するおばけの声優を務めており、同曲にもコーラスで参加している。 スケジュールの都合上、ゲストパートのみ事前に収録した音源を放送した。                                         |
| 8月23日  | 299    | 安元洋貴 種﨑敦美 石田ゆり子            | 本来であれば放送300回スペシャルになる予定だったが、8月3日の放送が休止となった影響で「ほぼ300回スペシャル」に変更して放送。 この日はかつて行われていたコーナー「豚野郎！」をベースとした「お叱り」を開催。ゲストの3人がリスナーから寄せられたメールに対して「お叱り」を行った。                         |
| 8月30日  | 300 SW | 藤井隆                                  | 放送300回目。カラオケ大会を3年ぶりに開催。(第6弾) |
| 9月14日  | 302    |                                         | 『オールナイトニッポン MUSIC WEEK』の一環として放送。 Spotifyでの配信開始に伴い、著作権等の都合でこれまでのファンファーレの音源が使用できなくなることを受け、リスナーの作成したファンファーレを募集する企画「F-1グランプリ」を開催。                                                                   |
| 10月5日  | 305    |                                         | 星野が製作した「オールナイトニッポン55周年記念ジングル」を初解禁。 |
| 10月19日 | 308 SW | 中村悠一 マフィア梶田                   | 中村と梶田はYouTubeチャンネル「わしゃがなTV」でMCを務めており、星野が過去8回ゲスト出演していることから出演。 4日前の10月14日に梶田が誕生日を迎えたことを受け、星野がPCエンジンDuoとソフトをプレゼントした。                                                                                            |
| 11月2日  | 309    | 宮野真守                                | 宮野は漫画「女の園の星」単行本第3巻特装版に付属するOVAで星野と共演したことを受けて出演。 |
| 11月23日 | 312    |                                         | 「夜の国性調査」で使用するBGMをリスナーから募集する企画「K-1グランプリ」を開催。 Spotifyでの配信がスタートした第301回から最新回までのOA楽曲をまとめたプレイリストの公開がスタートした。 |
| 12月6日  | 314    |                                         | 「寺坂直毅のデパートに愛を誓って！」で使用するBGMをリスナーから募集する企画「D-1グランプリ」を開催。 |
| 12月21日 | 316    | 土井善晴                                | |

| 放送日   | 放送回 | ゲスト                                       | 出来事 |
| -------- | ------ | -------------------------------------------- | --- |
| 1月17日  | 319    |                                              | 星野と若林正恭(オードリー)との共作による「オールナイトニッポン55周年記念」ジングルを初解禁。 |
| 1月31日  | 321    | 日村勇紀（バナナマン） オークラ              | 星野の誕生日スペシャルとして出演。日村は「カヌレの姿」で登場した。 |
| 2月14日  | 323 SW | 佐久間宣行                                   | |
| 3月7日   | 326    | 田中敦子 蓮見翔（ダウ90000）                 | 番組内コーナー「星野ブロードウェイ」の公演100回目を記念して出演。当日の演目は蓮見が脚本を書き下ろし、田中がゲスト出演した。 |
| 3月21日  | 328    | ぺこぱ                                       | 2023年3月末まで後番組『ぺこぱのオールナイトニッポン0』を担当。毎回、番組内で星野の曲を選曲していた事から御礼を兼ねてゲスト出演。 |
| 4月18日  | 332 SW | 大久保佳代子                                 | 「第5回 何で抜いたか？散ったか？選手権」を開催。 |
| 6月13日  | 340 SW | フワちゃん 春日クミ 春日俊彰(オードリー)     | 以前から番組内で度々話題に出していた春日の妻であるクミさんと、クミの友人であり自身のレギュラーラジオ『フワちゃんのオールナイトニッポン0(ZERO)』で星野の話題をしつつ、曲を流した縁からフワちゃんがゲスト出演。春日は番組終盤に乱入。  |
| 7月11日  | 344    | 細野晴臣                                     | |
| 8月1日   | 347    | ペトロールズ（長岡亮介、三浦淳悟、河村俊秀） | |
| 8月29日  | 351 SW | 安元洋貴 種﨑敦美                            | 「源さん、眠くなったら寝てええんですよスペシャルinベッド」を開催。フランスベッドの協力で、ブース内に設置したベッドで横たわりながら放送。番組中盤には、雅マモルによる箱番組『雅マモルの恋はホップステップジャンプ！！』も放送された。 |
| 9月26日  | 353    |                                              | 10月から放送される、当番組の新しい番宣原稿をリスナーから募集する企画「B-1グランプリ2023」を開催。 |
| 10月17日 | 356 SW | すしらーめん《りく》                         | 放送中、りくの動画内では度々出演している「ばぁば（りくの祖母）」による時報がサプライズで流される。星野がそれを気に入った事から、以降の放送では番組内の2時の時報として使用されている。                                                |
| 12月12日 | 362 SW | レイザーラモンRG 生田斗真                    | RGがXに投稿した「しるこサンドあるある」を星野が気に入っていた事からオファーし、ゲスト出演。生田は観客として出演。 |

| 放送日   | 放送回 | ゲスト                                                                                     | 出来事 |
| -------- | ------ | ------------------------------------------------------------------------------------------ | --- |
| 1月2日   | 365    |                                                                                            | 当初は事前録音された特別企画「星野源アワード2023」を放送する予定であったが、2024年1月1日に発生した「令和6年能登半島地震」を受け、急遽生放送に変更。 これについて星野は自身のInstagramのストーリーズにて「眠れない方、不安な気持ちで過ごしている方、一緒に同じ時間を過ごしましょう。メールを読み、話をして、音楽をかける何も決めない放送にできたらと思っています。メールテーマはありません。何でも送ってきてください」と投稿した。 |
| 1月30日  | 367 SW | ケンドーコバヤシ 田辺智加（ぼる塾）                                                        | 「夜の国性調査スペシャル2024」を開催。番組後半には田辺からおすすめスイーツの差し入れが行われた。 |
| 2月6日   | 368    | 日村勇紀（バナナマン） オークラ                                                            | 星野の誕生日スペシャルとして出演。日村は「なかやまきんに君の姿」で登場。 同月9・10日開催の「赤えんぴつ in 武道館」に向け日村が星野に質問する場面もあった。 |
| 3月5日   | 372    |                                                                                            | 1月に放送予定だった「星野源アワード2023」を再編集して放送。 トーク内容の整合性からオープニング（開始から協賛クレジット・最初のCM入りまでの約18分）とエンディング（最後のCM明け・協賛クレジットから終了までの約7分）は、同年2月27日に収録した音源に差し替えた。 |
| 4月16日  | 376 SW | 角張渉（株式会社カクバリズム） サイトウ”JxJx”ジュン（YOUR SONG IS GOOD） 山岸聖太          | 都内某所の『ガスト』を貸し切り「星野源のオールナイトニッポンin深夜のファミリーレストラン」を開催。 山岸は当初出演予定ではなかったが、自宅が近所にあるということで、番組後半に乱入した。 |
| 5月14日  | 381    |                                                                                            | 当番組内で放送されるフクシマガリレイのCMにてこの日の放送回からAD岩田が登場するオリジナルVerが流れるようになった。 番組内にて「CM内での発言が岩田の声に似ている」という星野の発言を聞いていたフクシマガリレイ側からのオファーを受けて実現した。 |
| 5月21日  | 382    | RN.大入袋（ミックスゾーン社員∶堀良太）                                                     | 当番組のハガキ職人だったRN.大入袋が株式会社ミックスゾーン（ニッポン放送系列の番組制作会社）に入社したことを受け、番組冒頭に出演。 これを記念してこの日のメール採用者全員に「ねぶり棒」がプレゼントされた。 |
| 5月28日  | 383    | 新垣結衣（※電話出演）                                                                      | 新垣とは、結婚を発表してから初の番組共演となった。 |
| 6月11日  | 385 SW | 三浦大知                                                                                   | 「三浦大知と超ダラダラするスペシャル」を開催。 |
| 8月27日  | 395 SW | オードリー（若林正恭・春日俊彰） 佐藤満春（どきどきキャンプ）                              | 4月期のスペシャルウィークに続き、都内某所の『ガスト』を貸し切り「星野源のオールナイトニッポンin深夜のファミリーレストラン」を開催。 |
| 9月24日  | 400    | バナナマン（設楽統、日村勇紀） 種﨑敦美 大泉洋 藤井隆 小堺一機＆関根勤 (※全員コメント出演) | 放送400回目。この日は山梨県にある『星のや富士』から生放送。 番組内では本番組にゆかりのある芸能人からのお祝いコメントが放送された。 |
| 10月22日 | 404 SW | 雅マモル                                                                                   | この日はニセ明が星野の代役を務める形で「ニセ明のオールナイトニッポン」を冠番組として放送。便宜上この回も「星野源のオールナイトニッポン」扱いとなるため、翌週の放送は404回ではなく405回として放送された。 |
| 12月10日 | 411 SW | 松重豊                                                                                     | 松重は自身が監督・脚本・主演を務めた「劇映画 孤独のグルメ」のPRを兼ねて出演。 |
| 12月31日 | 413    |                                                                                            | 星野は同日に放送された『第75回 NHK紅白歌合戦』を終えてから生出演。この日は番組初となる元日生放送となった。 |

| 放送日  | 放送回 | ゲスト                                                                                      | 出来事 |
| ------- | ------ | ------------------------------------------------------------------------------------------- | --- |
| 1月28日 | 415    | 日村勇紀（バナナマン） オークラ                                                             | 星野の誕生日スペシャルとして出演。日村は「布袋様の姿」で登場。 |
| 2月4日  | 416 SW | Ayase（YOASOBI）                                                                            | 「デモテープスペシャル」を開催。 |
| 3月18日 | 422    | ダウ90000（蓮見翔、園田祥太、飯原僚也、道上珠妃、上原佑太、忽那文香、中島百依子、吉原怜那） | 「星野ブロードウェイ特別公演」を開催。当日の演目は蓮見が脚本を書き下ろし、蓮見を含めたダウ90000のメンバーがゲスト出演した。 |
| 3月25日 | 423    |                                                                                             | 「春の星野ブロードウェイ祭り」を開催。この日の放送をもってディレクター落合が番組を卒業。 |
| 4月22日 | 426 SW | ARuFa ダ・ヴィンチ・恐山                                                                    | 都内某所にある『ジョナサン』を貸し切り、昨年8月以来となる「星野源のオールナイトニッポンin深夜のファミリーレストラン」を開催。 |
| 5月20日 | 430    |                                                                                             | 星野の6thアルバム「Gen」リリース後初の生放送ということで、「『Gen』リリースパーティー」を開催。 |
| 5月27日 | 431    | 十九人                                                                                      | 十九人は番組後半に出演。星野の前で漫才を披露し、「ニセ明のオールナイトニッポン」にも参加した。 |
| 6月10日 | 433 SW | 佐久間宜行                                                                                  | 「何もしないぞスペシャル」を開催。『OMO5東京五反田 by 星野リゾート』の一室にて事前に収録した音源を流し、コーナーやメール紹介、楽曲のOAは一切行わず二人によるトークのみで進行した。                                                                                         |
| 6月17日 | 434    | 細野晴臣                                                                                    | スケジュールの都合上、全編にわたって事前に収録した音源を放送した。 |
| 7月8日  | 437    | LE SSERAFIM                                                                                 | 星野が楽曲プロデュースを担当した「Kawaii（Prod.Gen Hoshino）」のリリースを受けて番組後半に出演。スケジュールの都合上、ゲストパートのみ事前に収録した音源を放送した。 |
| 7月22日 | 438    | 小島秀夫                                                                                    | 星野がミュージシャン役で出演し、楽曲「Sayonara」を提供した小島の最新作「DEATH STRANDING 2: ON THE BEACH」のリリースを受けて6年ぶりに出演。 |
| 7月29日 | 439    | 橋本直（銀シャリ）                                                                          | 星野のソロデビュー15周年スペシャルとして放送。橋本の選曲に加え、リスナーから寄せられた1000通の「あなたが好きな星野源ソング」を抽選で紹介した。また、「Gen Hoshino presents MAD HOPE 大阪城ホール公演」の来場者にディレクター岩田がインタビューした模様をジングルで流した。 |

## スタッフ

### 現在のスタッフ
- ディレクター：岩田南実（2025年4月2日[3][4][5] - ）
- 構成作家：寺坂直毅、宮森かわら（2017年4月4日 - ）、加藤俊甫（2023年5月2日[97][98] - ）
- ミキサー：松岡実佑（2023年8月1日[99][100] - ）
- AD∶堀良太（2024年12月3日、2025年4月2日[4][5] - ）

### 過去のスタッフ
- ディレクター：
  - 冨山雄一（『オールナイトニッポン クリエイターズナイト』時代から2016年7月19日まで）
  - 石井玄（2016年7月26日 - 2020年6月23日）
  - 野上大貴（2020年6月2日 - 2023年4月25日[101][102][103]）
  - 落合凌大（2023年5月2日[104][105][106] - 2025年3月25日[87][88]）
- 構成作家：安田拓矢（2017年3月27日まで）
- AD：
  - 齋藤修（2017年3月27日まで、2019年3月5日[107]）
  - 三浦憲高（2017年4月4日 - 2019年3月26日、2020年6月23日）
- ミキサー：大沢和隆（『オールナイトニッポン クリエイターズナイト』時代から2023年7月25日） - 『上柳昌彦 あさぼらけ』も兼任。

## イベント
「星野源のオールナイトニッポン リスナー大感謝パーティー」（2021年9月4日）
番組の放送6年目を記念し、オンライン配信で開催された番組初のイベント。イベント前には通販限定で公式グッズの販売も行われた。
2022年6月8日に本イベントの様子を映像化したブルーレイが発売された。
出演者は（）内のスタッフを兼任。
- 出演者：星野源、野上大貴（演出）、寺坂直毅（構成）、宮森かわら（構成）、大沢和隆（音響）、落合凌大（演出補）
- ゲスト：佐久間宣行
- 「星野ブロードウェイ」脚本：野木亜紀子
- 演出補：三浦憲高
- プロデューサー：石井玄

## 受賞歴
- 第54回（2016年度）ギャラクシー賞・DJパーソナリティ賞受賞[109]
- 第50回放送文化基金賞・ラジオ部門奨励賞（2024年1月3日（2日深夜）放送分）[110]